# Pave Pius 11.
Ambrogio Damiano Achille Ratti (31. maj 1857 – 10. februar 1939) var pave under navnet Pius 11. Han blev valgt til pave den 6. februar 1922. Ratti kom fra Lombardiet i det nordlige Italien. Han var ærkebiskop i Milano, til han blev valgt til pave. Vatikanstaten blev oprettet som selvstændig stat i 1929 i Pius' pavetid.

## Holdninger
I 1854 udtalte paven sig mod "den gudløse og fordærvelige opfattelse", at der skulle være frelse at finde udenfor den romersk-katolske kirke, og som reaktion på økumeniske verdensmøder i 1925 og 1927 erklærede Pius 11., at man på ingen måde kunne deltage i dem, "fordi enheden, som Kristus ønsker det, ikke kan skabes med, men kun i den katolske kirke", og i Mortalium animos fra 1928 forbød han katolikker både at deltage i og at bede for sådanne arrangementer.
I 1929 udtalte Pius sig mod, at begge køn skulle have adgang til uddannelse, fordi "naturen selv" forbød det. Samme år tog den 21-årige Simone de Beauvoir sin agrégation-eksamen som den yngste nogensinde og ovenikøbet som den næstbedste i sin årgang.
Den katolske kirke var svækket af at have taget parti mod Alfred Dreyfus i Dreyfus-affæren, og i mellemkrigstiden fik missionsvirksomhed en opblomstring. Pius formanede alle biskopper til at gå ind for opgaven. Lærestole i missionsvidenskab blev oprettet ved katolske læreanstalter. Missionens centralisering under Rom øgedes, men skulle stå uden for politiske og nationale interesser.
Under mottoet "Kristi fred i Kristi rige" arbejdede Pius målrettet for at gøre pavekirkens værdier gældende i samfundet. Gennem den centralt styrede "Katolsk Aktion" skulle lægfolk bistå gejstligheden. Omkring 500 saligkåringer og 33 helgenkåringer fremmede det. Pius tog afstand fra den nationalisme, der fulgte i første verdenskrigs kølvand, selv om pavekirken blev diktatoren Francos stærkeste støtte. Gennem Laterantraktaten kom pave Pius og Mussolini til enighed om "det romerske spørgsmål". Mussolini vandt prestige hermed, og Pius undlod at kritisere hans invasion af Abessinien.